# Hrabstwo Bear Lake
Hrabstwo Bear Lake (ang. Bear Lake County) – hrabstwo w stanie Idaho w Stanach Zjednoczonych. Obszar całkowity hrabstwa obejmuje powierzchnię 1049,44 mil² (2718,04 km²). Według szacunków United States Census Bureau w roku 2009 miało 5774 mieszkańców. Jego siedzibą administracyjną jest Paris.
Jednostka administracyjna została ustanowiona 5 stycznia 1875 r. Nazwa pochodzi od jeziora Bear Lake.

## Miejscowości
- Bennington (CDP)
- Bloomington
- Georgetown
- Montpelier
- Paris
- St. Charles